# Dileep Singh
Dileep Singh (Sailana, 18 marzo 1891 – Sailana, 8 febbraio 1961) è stato un principe indiano.
Fu Raja di Sailana dal 1919 al 1948.

## Biografia
Figlio del raja Jashwant Singh II di Sailana, Dileep Singh venne educato al Mayo college di Ajmer. Studiò diritto con A.T. Holve, commissario britannico ad Ajmer. Alla morte di suo padre nel 1919, gli succedette al trono di Sailana.
Nel 1911 prese parte al Delhi Durbar di Giorgio V del Regno Unito, presenziando poi alle celebrazioni per il giubileo d'argento del medesimo monaca nel 1935.
Nel 1934 fu nominato cavaliere commendatore dell'Ordine dell'Impero Indiano dalle autorità britanniche in India. Fu presidente dell'Akhil Bharatiya Kshatriya Mahasabha nel 1920 e nuovamente nel 1930 e vicepresidente onorario da quel momento in poi.
Dileep Singh fu inoltre presidente a vita della commissione Kurukshetra Jirnodhar il cui unico obbiettivo era il restauro di tutte le edicole sacre di Kurukshetra per 96 miglia dalla terra santa induista. Il raja costruì inoltre il tempio di Krishna presso Thanesar.
Noto cultore della cucina indiana della sua epoca, raccolse oltre 5000 ricette della tradizione locale.
Siglò l'Instrument of Accession al Dominion dell'India il 15 giugno 1948, unendo lo stato di Sailana alla repubblica indiana.
Morì l'8 febbraio 1961.